# Tolgonay (inslagkrater)
Tolgonay is een inslagkrater op de planeet Venus. Tolgonay werd in 1997 genoemd naar Tolgonay, een Kirgizische meisjesnaam.
De krater heeft een diameter van 4,6 kilometer en bevindt zich ten westen van Feronia Corona in het quadrangle Metis Mons (V-6).